# CPH Zine Fest
CPH Zine Fest är en årlig zine fest som startade 2014 och arrangeras i Köpenhamn. Festivalen startades av Anna Sofie Mørch Bendixen och de första åren ägde den rum på Ungdomshuset på Dorotheavej. Festivalen flyttades till Støberiet på Blågårds Plads 2022. Numera arrangeras festivalen av Sandra Sundqvist och Anders Fjølvar. 
Under våren 2022 arrangerades en första zine fest i Odense, också den vid namn CPH Zine Fest eftersom det är samma arrangörer som står bakom. Första året var festivalen i Odense på stadsbiblioteket och såväl våren 2023 som våren 2024 var festivalen på Ungdomshuset i Odense. 
Åren 2019 och 2020 hölls de två första upplagorna av VXO Zine Fest i Växjö konsthall, med CPH Zine Fest som förebild.